# Kmetiněves
Obec Kmetiněves se nachází v okrese Kladno, kraj Středočeský. Žije zde 305 obyvatel. Obec se rozkládá v úrodné zemědělské oblasti na obou březích Vranského potoka, který protéká jejím středem. Katastrální území Kmetiněvse má rozlohu 685 ha, z toho je většina polí.

## Historie
Osada Kmetiněves, po staročesku Kmetná ves, byla založena v 2. polovině 13. století kolonisty povolanými pražskými knížaty, jimž zdejší krajina náležela. Osada Kmetiněves se spravovala samostatně už od dob krále Jana Lucemburského roku 1336. Od 14. století se často měnili vlastníci obce. Byli mezi nimi jak drobní zemani, tak i Jiří z Poděbrad, Jindřich z Kolovrat, Jindřich Bezdružický atd. V roce 1336 byla obec Kmetiněves dána se všemi právy a příslušenstvím klášteru v Doksanech.
Roku 1782 byl tento klášter zrušen, jeho jmění bylo zabráno pro náboženskou matici a vládu nastoupila státní administrativa pod úřadováním Václava Ferdinanda Netvorského, rytíře z Březí. Kmetiněves roku 1797 koupil baron Jakub Wimer a nakonec zůstala v majetku Jana Antonína Lexy. Ze starých písemností se lze dozvědět, že roku 1848 byla zrušena veškerá robota a Kmetiněves se stala obcí samostatnou.
V roce 2004 se obec Kmětiněves stala obecně známou kvůli případu brutální vraždy třináctileté školačky jejím stejně starým spolužákem. Jeho propuštění z ochranné vazby vyvolalo silný odpor veřejnosti, který v roce 2011 vyústil ve změnu zákonů v oblasti násilné kriminality mladistvých.

## Obecní správa
V letech 1961–1990 k obci patřily Poštovice.

### Územněsprávní začlenění
Dějiny územněsprávního začleňování zahrnují období od roku 1850 do současnosti. V chronologickém přehledu je uvedena územně administrativní příslušnost obce v roce, kdy ke změně došlo:
- 1850 země česká, kraj Praha, politický okres Slaný, soudní okres Velvary[7]
- 1855 země česká, kraj Praha, soudní okres Velvary[7]
- 1868 země česká, politický okres Slaný, soudní okres Velvary[7]
- 1913 země česká, kraj Praha, politický okres Kralupy nad Vltavou, soudní okres Velvary[8]
- 1939 země česká, Oberlandrat Mělník, politický okres Kralupy nad Vltavou, soudní okres Velvary[9]
- 1942 země česká, Oberlandrat Praha, politický okres Kralupy nad Vltavou, soudní okres Velvary[10]
- 1945 země česká, politický okres Kralupy nad Vltavou, soudní okres Velvary[11]
- 1949 Pražský kraj, okres Kralupy nad Vltavou[12]
- 1960 Středočeský kraj, okres Kladno[13]

## Společnost

### Rok 1932
Ve vsi Kmetiněves (483 obyvatel, katol. kostel) byly v roce 1932 evidovány tyto živnosti a obchody: bednář, cihelna, obchod s dobytkem, elektrárenský podnik obce Kmetiněves, 2 holiči, 3 hostince, kolář, kovář, 2 krejčí, mlýn, 3 obuvníci, 2 pokrývači, 14 rolníků, řezník, 4 obchody se smíšeným zbožím, spořitelní a záložní spolek v Kmetiněvsi, obchod se střižním zbožím, 2 trafiky, truhlář, 2 zámečníci, zednický mistr.

## Občanská vybavenost
Přestože v katastru obce Kmetiněves je k trvalému pobytu přihlášeno pouze okolo 300 obyvatel, mají občané obce k dispozici prodejnu smíšeného zboží, školu, dvě pohostinství a požární zbrojnici.

## Doprava
- Silniční doprava – Obcí prochází silnice II/239 Černčice – Peruc – Kmetiněves – Černuc.
- Železniční doprava – Obec Kmetiněves leží na železniční trati 095 Vraňany – Zlonice. Jedná se o jednokolejnou regionální trať, doprava byla v úseku trati do Zlonic zahájena roku 1882, v úseku do Straškova roku 1900. Přepravní zatížení tratě 095 v úseku Straškov – Zlonice v pracovní dny roku 2011 bylo minimální, jen 2 páry osobních vlaků.[15] Na území obce leží mezilehlá železniční zastávka Kmetiněves.
- Autobusová doprava – V obci zastavovaly v červnu 2011 autobusové linky jedoucí do těchto cílů: Praha, Slaný, Velvary, Vraný (dopravce ČSAD Slaný, a.s.).[16]

## Pamětihodnosti
- Kostel svatého Václava s farou, třemi náhrobky a sochou svatého Jana Nepomuckého